# Bíblia Valenciana
La Bíblia Valenciana és la primera Bíblia impresa en català —segons el mateix traductor, en nostra llengua valenciana— (entre 1477 i 1478), la segona impresa en llengua romànica, primera de tota la península Ibèrica i és la quarta que es va imprimir al món, després de la Bíblia Vulgata en llatí (impresa per Gutenberg el 1448), i les traduccions alemanya (1466) i italiana (1471). La seua traducció és atribuïda principalment al religiós valencià Bonifaci Ferrer, tal com es detalla a la part final de l'únic full que ens han arribat d'aquesta bíblia, impresa a València per Alfonso Fernández de Córdoba i Lambert Palmart, el 1478.

## Història de la Bíblia
L'únic full que ens ha arribat, que és precisament el final de la bíblia, diu clarament que és una traducció feta per Bonifaci Ferrer d'una bíblia llatina de Berenguer Vives. Literalment diu:
«Acaba la Bíblia molt vera e cathòlica, treta de una bíblia del noble mossèn Berenguer Vives de Boïl, cavaller, la qual fon trelladada de aquella pròpia que fon arromançada en lo monestir de Portaceli, de lengua latina en la nostra valenciana, per lo molt reverend micer Bonifaci Ferrer, doctor en cascun dret e en facultat de sacra theologia».
Abans de ser impresa, el text va ser revisat pel dominicà i inquisidor Jaume Borrell, i corregida Daniel Vives, que treballava com a corrector a la impremta.
Alguns estudiosos, en canvi, defensen que la traducció en realitat és de Berenguer Vives. Segons aquesta teoria, els impressors valencians van decidir imprimir una bíblia que tenia un convers anomenat Llagostera, però aquest era un text ple d'arcaismes que possiblement havia sigut el que havia realitzat Bonifaci Ferrer, germà de Vicent Ferrer, de manera que van optar per una altra del noble Berenguer Vives, corregida per Daniel Vives. La nova versió va estar enllestida el 1477 i va començar a imprimir-se el febrer de 1477 fins a acabar-se el març del 1478.
Sigui com sigui, el que és segur és que el català es va convertir així en la quarta llengua del món a tenir una bíblia impresa. La Santa Inquisició, però, va començar a sospitar que hi havia en el text moltes heretgies, i el 1482 va començar una investigació. Després d'un llarg procés es va considerar responsable d'aquesta Bíblia a Daniel Vives, que acabaria empresonat temporalment. Tot seguit, es va ordenar la crema de tots els exemplars.

## El redescobriment de la Bíblia Valenciana
El procés de persecució fou tan gran que s'arribà a dubtar de l'existència d'aquesta Bíblia durant segles. En el segle xix, però, es va descobrir un Saltiri incunable imprès a Barcelona que els editors havien extret de la Bíblia Valenciana. Es tenia notícies també de l'incunable desaparegut perquè Joan Baptista Civera el mencionava en la seua crònica Annales de la presente casa de Porta-Coeli del 1646. Segons Civera, amb gran sorpresa seua, quan estava escrivint la història de la cartoixa de Porta Coeli, on havia viscut Bonifaci Ferrer, un clergue de València li havia fet arribar quatre fulls d'un exemplar de la Bíblia assegurant-li que l'autor de la traducció era Ferrer. Aquest passatge de la crònica de Civera va esdevenir cèlebre i l'escriptor de Xàtiva Jaume Villanueva, en el seu Viaje literario a las iglesias de España (Madrid, 1806), encara el citava a partir del llibre imprès. Mentrestant, el mateix original de la crònica de Civera, amb el pas del temps, també s'havia extraviat. Molts estudiosos valencians lamentaven aquesta pèrdua, fins que el manuscrit va ser trobat en l'alqueria de Bellver, Benicalap, a finals del XIX. Aquest exemplar de la crònica de Civera va ser presentat en una exposició de Lo Rat Penat el 1908. Va ser aleshores que, per a sorpresa de tots, s'adonaren que Civera havia intercalat entre les pàgines 362 i 363 un dels fulls de la Bíblia Valenciana. Els erudits valencians intentaren comprar el llibre, però el llaurador va rebre una oferta de 2.500 pessetes (de l'època) de l'antiquari barcelonès Salvador Babra, oferta que va acceptar. A Berlín s'hi interessaren i oferiren 12.500 marcs, però finalment va anar a parar a l'Hispanic Society de Nova York, on és encara. En tot cas, arran de l'estudi que va fer l'erudit Konrad Haebler el 1909, va quedar clar que es tractava de l'únic i darrer full conservat que es coneix de la Bíblia Valenciana.